# Удар грома
«Удар грома» (кит. трад. 五雷轟頂, палл. У лэй хун дин, англ. Thunderbolt) — гонконгский художественный фильм с боевыми искусствами режиссёра Ло Чхи, вышедший в 1973 году.

## Сюжет
Общество Фэйлун, под управлением вождя Лун Линя, Бэй Фэня, Чэнь Инцзе и сестры Линя, Лун Чжу, пользуется большим авторитетом. Однажды, фехтовальщик Хун Вэй приходит, чтобы присоединиться к ним. Однако Инцзе отказывается принимать новичка с неизвестным прошлым. Это приводит к личной неприязни между двумя мужчинами. Позже Вэй получает признание от других глав общества, произведя на них впечатление своими боевыми навыками.
Вскоре подразделения организации подвергаются нападению банды Чёрного Тигра. Линь, Фэнь и Инцзе направляются на места в попытке спасти ситуацию. В их отсутствие крепость Фэйлуна попадает в руки Вэя, а Лун Чжу попадает в плен.
Инцзе попадает в засаду и отступает к крепости, уже находящейся под флагом Чёрного Тигра. Находясь в шоке, он сражается с Вэем, но снова проигрывает. Он сбегает. А между тем, Фэнь получает смертельное ранение в одном из опорных пунктов общества. Он посылает гонца, чтобы проинформировать Линя о предательстве Инцзе, но сам погибает.
Линь объявляет Инцзе предателем, когда приходит письмо. Инцзе уговаривает его выяснить правду лицом к лицу с Вэем. Не ведая этого, оба человека попадают в ловушку. Они отправляются вместе, но по пути их атакуют Вэй и его люди. Вэй обвиняет Инцзе в преследовании, внушая Линю мысль, что его коллега настоящий предатель. Линь сбегает, но клянётся свершить правосудие над Инцзе.
Инцзе возвращается в место, где он разминулся с Линем, но никого там не находит. У него возникают ещё большие неприятности. Шпионя в крепости Вэя, он узнаёт, что Вэй на самом деле работает на татар. Освободив из плена Чжу, он уходит. Вскоре появляются слухи, что Инцзе совершил прелюбодеяние с Чжу. Разочаровавшись, пара залегает на дно и проводит большую часть времени, изучая технику боя под названием «Удар грома».
Проявляя решимость отомстить, Инцзе уродует своё лицо и внедряется в банду Чёрного Тигра. Линь, наконец, понимает, что обидел Инцзе после воссоединения со своей сестрой. Теперь все трое сражаются с Вэем, в результате которой Вэй погибает от «Удара грома». В конечном счёте банда Чёрного Тигра полностью уничтожена.

## В ролях
| Актёр       | Роль       |
| ----------- | ---------- |
| Анждела Мао | Лун Чжу    |
| Джеймс Тянь | Чэнь Инцзе |
| Бай Ин      | Хун Вэй    |
| Лам Кау     | Лун Линь   |
| Ли Куань    | Бэй Фэнь   |
| Лили Чэнь   | Хай Нян    |

## Съёмочная группа
- Компания: Golden Harvest
- Продюсер: Рэймонд Чоу
- Режиссёр и сценарист: Ло Чхи
- Ассистент режиссёра: Ван Шили, Ши Чжэнгуан
- Постановка боевых сцен: Чэнь Гуаньтай
- Художник: Чинь Сам
- Монтаж: Питер Чён
- Оператор: Чён Иучоу, Чжоу Хуншэн
- Грим: Се Цзэмин
- Композитор: Ван Фулин[кит.]